# Kano og kajak under sommer-OL 2012 – K-1 1000 meter mænd
Mændenes K-1 1000 meter under Sommer-OL 2012 fandt sted den 6. og 8. august 2012 på Eton Dorney.

## Resultater

### Heat 1
| Placering | Atlet              | Nationalitet         | Tid      | Note |
| --------- | ------------------ | -------------------- | -------- | ---- |
| 1         | Adam van Koeverden | Canada (CAN)         | 3:28.697 | Q    |
| 2         | Marko Tomićević    | Serbien (SRB)        | 3:30.693 | Q    |
| 3         | Miroslav Kirchev   | Bulgarien (BUL)      | 3:30.768 | Q    |
| 4         | Jorge García       | Cuba (CUB)           | 3:30.852 | Q    |
| 5         | Tim Brabants       | Storbritannien (GBR) | 3:31.869 | Q    |
| 6         | Pavel Nikolaev     | Rusland (RUS)        | 3:35.466 |      |
| 7         | Maximilian Benassi | Italien (ITA)        | 3:35.543 |      |
| 8         | Joshua Utanga      | Cookøerne (COK)      | 4:32.064 |      |

### Heat 2
| Placering | Atlet               | Nationalitet       | Tid      | Note |
| --------- | ------------------- | ------------------ | -------- | ---- |
| 1         | Anders Gustafsson   | Sverige (SWE)      | 3:34.419 | Q    |
| 2         | Ben Fouhy           | New Zealand (NZL)  | 3:35.610 | Q    |
| 3         | Aleh Yurenia        | Hviderusland (BLR) | 3:36.012 | Q    |
| 4         | Zhou Yubo           | Kina (CHN)         | 3:36.994 | Q    |
| 5         | Francisco Cubelos   | Spanien (ESP)      | 3:37.791 | Q    |
| 6         | Ahmad Reza Talebian | Iran (IRI)         | 3:39.504 |      |
| 7         | Mostafa Mansour     | Egypten (EGY)      | 4:09.651 |      |

### Heat 3
| Placering | Atlet               | Nationalitet     | Tid      | Note |
| --------- | ------------------- | ---------------- | -------- | ---- |
| 1         | René Holten Poulsen | Danmark (DEN)    | 3:30.284 | Q    |
| 2         | Max Hoff            | Tyskland (GER)   | 3:30.709 | Q    |
| 3         | Eirik Verås Larsen  | Norge (NOR)      | 3:31.288 | Q    |
| 4         | Mohamed Mrabet      | Tunesien (TUN)   | 3:32.204 | Q    |
| 5         | Cyrille Carré       | Frankrig (FRA)   | 3:32.705 | Q    |
| 6         | Murray Stewart      | Australien (AUS) | 3:32.768 | q    |
| 7         | Marek Krajčovič     | Slovakiet (SVK)  | 3:39.649 |      |